# مارك في. اولسن
مارك في. اولسن (بالإنجليزية: Mark V. Olsen)‏ هو محامي وكاتب سيناريو أمريكي، ولد في 1962 في الولايات المتحدة.

## وصلات خارجية
- مارك في. اولسن على موقع IMDb (الإنجليزية)
- مارك في. اولسن على موقع ألو سيني (الفرنسية)
- مارك في. اولسن على موقع قاعدة بيانات الفيلم (الإنجليزية)
- مارك في. اولسن على موقع كينوبويسك (الروسية)